# Sillskär (vid Lökholm, Nagu)
Sillskär är en ö nära Nötö i Nagu,  Finland. Den ligger i Skärgårdshavet i Pargas stad i den ekonomiska regionen  Åboland i landskapet Egentliga Finland, i den sydvästra delen av landet. Ön ligger omkring 7 kilometer sydost om Nötö, 32 kilometer söder om Nagu kyrka, 64 kilometer söder om Åbo och omkring 170 kilometer väster om Helsingfors. Närmaste allmänna förbindelse är förbindelsebryggan vid Sandholm som trafikeras av M/S Nordep.
Öns area är 1,9 hektar och dess största längd är 200 meter i öst-västlig riktning.